# Corythucha
Corythucha és un gènere d'hemípters heteròpters de la família Tingidae ("xinxes d'encaix") que inclou al voltant de 160 espècies identificades a Nord-amèrica.